# ضب متغير أصفر اللفافة
ضب متغير أصفر اللفافة (الاسم العلمي: Uromastyx dispar flavifasciata)، هو نويع من عظاءات شائكة الذيل التي تنتمي إلى فصيلة الحرذونيات. يوجد في الموائل الصخرية وصحاري القاحلة في شمال إفريقيا، ويشمل نطاقه الجغرافي أجزاء من الجزائر ومالي والنيجر. يعتبر أحيانًا نوعًا منفصلاً، ويعامله آخرون على أنه نويع من ضب متغير.
هذا نوع متوسط القد، يتكيف مع الصحراء، ويبلغ متوسط طوله قرابة 50 سم. عادًة ما يكون لونه أَعيَس أو الأخضر المائل للبني مع نقوش على ظهره وذيل مميز. ويحصلون على الماء من ندى الصباح أو الرطوبة من جحورهم، ويمكنهم البقاء على قيد الحياة في فترات الجفاف الشديدة.